# 朗当国家公园

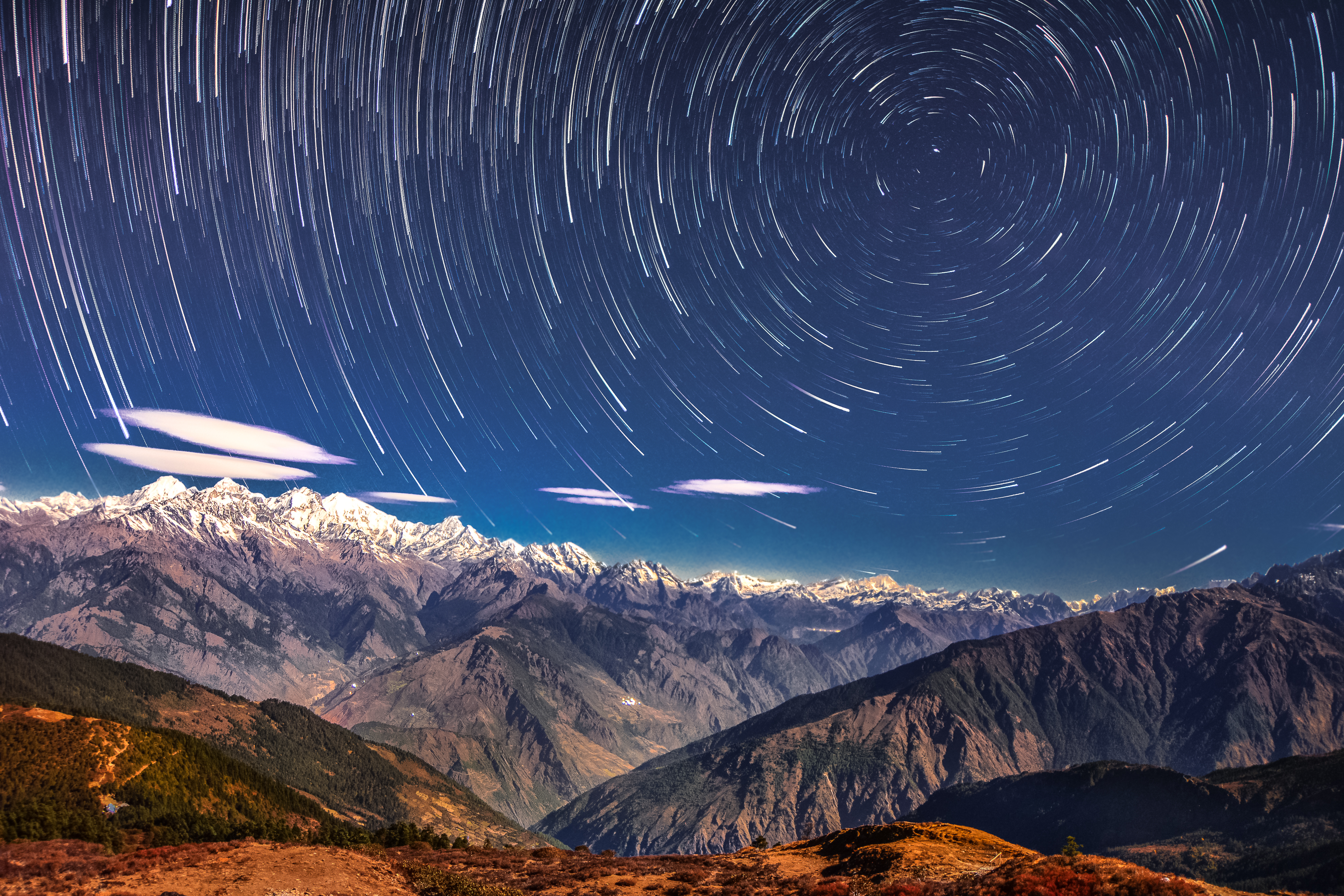

28°10′26″N 85°33′11″E / 28.1738°N 85.5531°E
朗当国家公园是尼泊爾的國家公園，處於喜馬拉雅山脈，成立於1976年，面積1,710平方公里，最高點朗当利龙峰海拔高度7,245米，主要受西南夏季風氣候影響。